# دانک گری

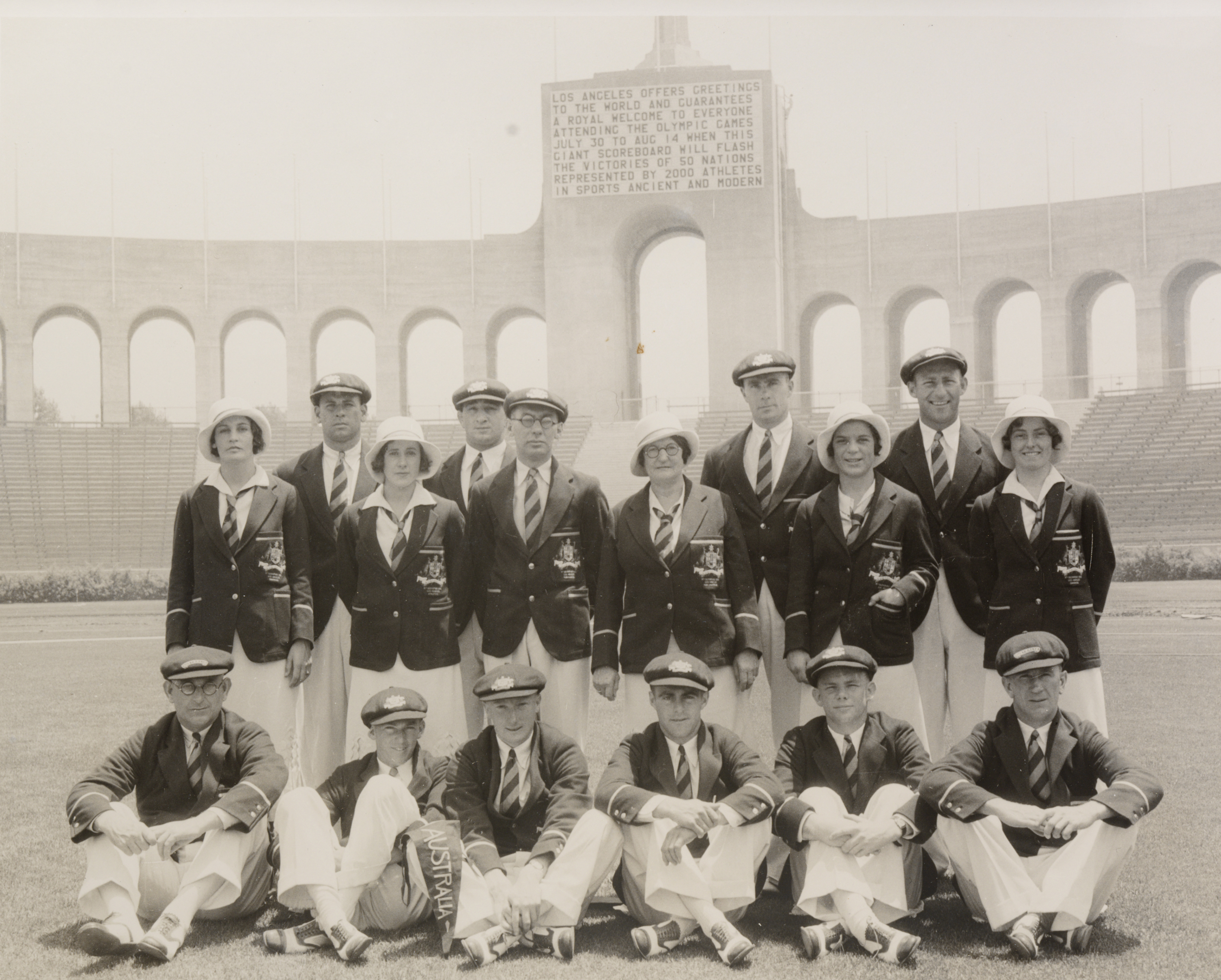
تیم استرالیا در المپیک لوس‌آنجلس ۱۹۳۲

دانک گری (انگلیسی: Dunc Gray; ۱۷ ژوئیهٔ ۱۹۰۶ – ۳۰ اوت ۱۹۹۶) دوچرخه‌سوار اهل استرالیا بود.
وی در مسابقات کشوری و بین‌المللی در مجموع برندهٔ ۳ مدال طلا، ۱ مدال برنز شده‌است.